# Loreto (metrostation)
Loreto is een metrostation in de Italiaanse stad Milaan dat werd geopend op 1 november 1964 en wordt bediend door lijn 1 en lijn 2 van de metro van Milaan.

## Geschiedenis
In het metroplan van 1952 was Loreto een van de vier overstapstations tussen verschillende metrolijnen. Het is wel het enige dat conform het plan is gebouwd, Cadorna FN moest in de jaren 70 worden aangepast en ook Duomo kreeg een andere indeling dan in het metroplan, terwijl bij Porta Venezia helemaal geen overstap tussen metrolijnen is gekomen en de passante ligt daar noordelijker dan lijn 4 uit het metroplan. Tijdens de bouw van lijn 1 tussen 1957 en 1964 werd een grote verdeelhal onder de Piazza Argentina gebouwd die van meet af aan bedoeld was om twee lijnen af te handelen. Hierbij is ook aandacht besteed aan de scheiding van in- en uitstappers van en naar beide lijnen. De perrons en sporen van lijn 1 werden in 1964 in gebruik genomen, die van lijn 2 volgden in 1969. In 2008 werd begonnen met groot onderhoud dat in 2009 zou worden voltooid maar uiteindelijk pas in 2011 gereed was. De oorspronkelijke inrichting van de Nederlandse vormgever Bob Noorda werd vervangen door die van de Napolitaanse architect Cherubino Gambardella. Hierbij werden vele wijzigingen doorgevoerd waarvan de vervanging van tl-buizen door armaturen in een zigzag balk aan het plafond het meest in het oog springt.    

## Ligging en inrichting
De perrons van lijn 1 liggen op niveau -2 tussen de Piazza Argentina en het naamgevende Piazzale Loreto onder de Corso Buenos Aires. Behalve de gemeenschappelijke verdeelhal aan de zuidkant is er aan de noordkant bij de Piazzale Loreto een eigen verdeelhal voor lijn 1 die via voetgangerstunnels is verbonden met diverse toegangen aan de noord en westkant van het plein. De perrons van lijn 2 liggen haaks op die van lijn 1 op niveau -3 onder de Via Antonio Stradivari. Ook lijn 2 heeft een eigen verdeelhal, hier aan de oostkant van de perrons bij de Viale Abruzi. De toegangen liggen hier rond het kruispunt alsmede bij de tramhaltes in de middenberm van de Viale Abruzi. Overstappers en uitstappers voor de piazza Argentina kunnen aan de westkant van het perron met een liften en vaste trappen naar de perrons van lijn 1 respectievelijk de gemeenschappelijke verdeelhal. Instappers voor lijn 2 worden vanuit de verdeelhal door een gang pal buiten de buis van lijn 1 geleid naar een trap naar lijn 2, de overstappers vanaf lijn 1 komen vanaf die perrons via dezelfde gang uit de andere richting bij de trap. Reizigers naar lijn 1 gaan buiten het trappenhuis om naar de perrons waarbij op niveau -2 de reizigers vanaf lijn 2 invoegen. De gemeenschappelijke verdeelhal heeft toegangen aan de west-, zuid- en oostzijde van de Piazza Argentina.